# Goli otok
Goli otok (IPA: [gɔ̂liː ɔ̌tɔk], olaszul Isola Calva, jelentése „csupasz sziget”) sziget Horvátország partjainál, az Adriai-tengerben, a Kvarner-öbölben, Rabtól északnyugatra. A sziget teljesen kopár – erre utal a neve is –, csak a déli oldalán található némi növényzet. A sziget partvonala meglehetősen tagolt, számos kis öblöcske található itt, de ezek általában kikötésre alkalmatlanok. A sziget éppen ezért lakatlan.

## A börtön

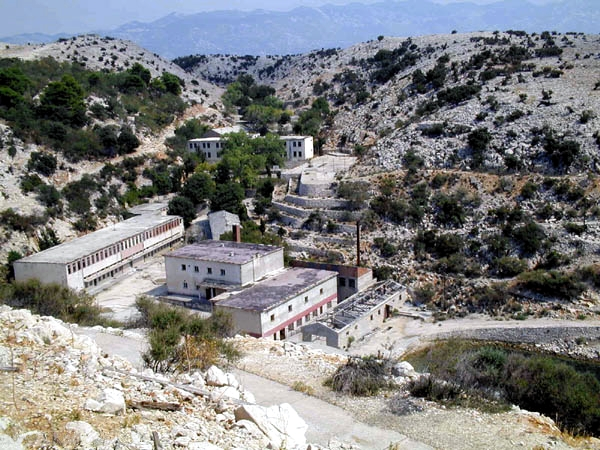
Börtönépületek a szigeten

A 20. század előtt csak a helyi pásztorok használták legeltetésre. Az első világháború idején a Monarchia küldött ide orosz hadifoglyokat a Keleti frontról.
1949-ben a sziget hivatalosan is titkos állami férfibörtönné és munkatáborrá vált a Jugoszláv Szocialista Szövetségi Köztársaság irányítása alatt, hasonlóan a szomszédos Sveti Grgurhoz, ahol női foglyokat tartottak. 1956-ig elsősorban politikai foglyokat őriztek itt. A bebörtönzöttek között sokak sztálinistáknak tartottak voltak, de olyan egyszerű állampolgárok is, akik a barátilag viszonyultak a Szovjetunióhoz. Az idők folyamán számos jugoszláv antikommunistát és nacionalistát is deportáltak ide. Rajtuk kívül nem politikai foglyokat is őriztek a szigeten, az egyszerű köztörvényes bűnözőktől kezdve a gyilkosokig. Egyes foglyok zsidók, vagy olyanok voltak, akik visszatértek a náci koncentrációs és haláltáborokból, de hazatérve a jugoszláv kommunista hatóságok azzal kezdték gyanúsítani őket, hogy konspiráltak a nácikkal, ezért kerülhettek ki azokból a táborokból. A foglyok és kivégzettek száma ismeretlen, a források eltérő számokat említenek, a pontos szám 4000 és 32 000 között lehet.
A foglyokkal nehéz munkákat végeztettek (kőtörés a kőbányában, famunkák, stb.) az időjárási viszonyoktól függetlenül – nyáron a hőmérséklet akár 35-40 °C is lehet, télen a hideg bóra miatt nem ritkák a fagyok. Nem voltak ritkák a fogolyverések, vagy az egymás közti verekedések. Az őrök általában nem ölték meg a foglyokat, de azt nem gátolták meg, hogy egymást megöljék.
A börtönsziget jelmondata: „Mi gradimo otok – otok gradi nas”, vagyis „Mi építjük a szigetet – a sziget épít minket”. Voltak azonban foglyok, akiket „javíthatatlannak” ítéltek, a két világháború közti Jugoszláv Királyság hivatalnokait egy olyan barakkban tartották, melyet a földbe ástak, hogy senkivel se érintkezhessenek.
Miután Jugoszlávia kapcsolata normalizálódott a Szovjetunióval, a sziget a Horvát Szocialista Köztársaság által felügyelt börtönné vált. Ettől függetlenül, a börtön továbbra is tabu maradt Jugoszláviában. Antonije Isaković által 1979-ben a börtönről írt Tren („Pillanat”) című regénye is csak Tito halála után, 1980-ban jelenhetett meg, bár azóta is bestseller maradt.
A börtönt 1988-ban zárták be, de véglegesen csak 1989-ben hagyták el. Azóta nem törődik senki az állagmegóvással, ezért jelenlegi állapota igen romos. Manapság a szigetet csak turisták látogatják hajókirándulások keretében, valamint ismét helyi pásztorok legeltetik a nyájaikat. Az egykori rabokat Horvátországban és Szerbiában különböző társaságok, szövetségek kapcsolják össze.

## Ismertebb rabok
- Šaban Bajramović – szerb roma zenész
- Panko Brasnarov – bolgár és macedón politikus
- Vlado Dapčević – montenegrói partizán
- Adem Demaçi – koszovói albán politikus és szerző
- Teki Dervishi – albán író
- Vlado Dijak – bosnyák író
- Alija Izetbegović – Bosznia-Hercegovina régebbi elnöke
- Tine Logar – szlovén nyelvész
- Venko Markovszki – bolgár és macedón író
- Dragoljub Mićunović – szerb partizán, szociológus és politikus
- Dragoslav Mihailović – szerb író
- Alfred Pal – horvát festő és grafikus
- Dobroslav Paraga – horvát politikus
- Igor Torkar – szlovén író
- Ante Zemljar – jugoszláv katonatiszt, dalmát író

## Irodalmi alkotások a szigetről, a rabokról
- Antonije Isaković Tren (1980)
- Branko Hofman – Noč do jutra („Éjszaka hajnalig”), 1981
- Drago Jančar – Brioni
- Dragoslav Mihailović – Kad su cvetale tikve („Amikor a tökök virágoztak”), 1968 – egy ökölvívóról szól, akinek családja megjárta a szigetet
- Giacomo Scotti – Goli Otok: Italiani nel Gulag di Tito („Goli Otok: Olaszok Tito gulágában”)
- Igor Torkar – Umiranje na obroke („Lassú haldoklás”), 1984 – önéletrajzi regény
- Ligio Zanini – Martin Muma, 1990 – önéletrajzi regény a szigeten töltött börtönévekről
- Rade Panić – Tito's Hawaii
- Radovan Hrast – Čas, ki ga ni („A nemlétező idő”), 1991 – önéletrajzi regény a szigeten töltött börtönévekről
- Venko Markovszki – Goli Otok: The Island of Death („Goli Otok: A halál szigete”), 1984

## Dokumentumfilmek a szigetről
- Goli Otok (2007), rendezte: Darko Bavoljak[9]
- STRAHOTA — Gefangnisinsel Goli otok (Reinhard Grabher és Franz Schweighofer, ORF), az egykori rabok elbeszélései alapján[10]
- Tito partizánjai (2006), rendezte: Kármán Irén, gyártó: DordonyFilm, Opancsár Márton, Vladimir Bobinac, Pál Alfréd, s más egykori rabok szereplésével[11]